# Exocentrus flemingiae
Exocentrus flemingiae es una especie de escarabajo longicornio del género Exocentrus, subfamilia Lamiinae. Fue descrita científicamente por Fisher en 1932.
Se distribuye por China, India, Laos, Nepal, Tailandia y Vietnam. Mide 4,5-7 milímetros de longitud. El período de vuelo ocurre en los meses de mayo, junio, julio y agosto.